# Праймінг
Праймінг — це теорія, згідно з якою активація за допомогою медіа однієї думки у споживача інформації може викликати пов'язані з нею думки.
Передбачається, що поняття, які мають деяке відношення один до одного, об'єднуються в певні ментальні структури, так що при активації одного поняття активуються й інші, пов'язані з ним поняття.
Теорія праймінгу стверджує, що медіа образи стимулюють пов'язані думки в свідомості членів аудиторії. Наприклад, людина яка бачила як мультиплікаційний персонаж жартуючи завдає біль іншому персонажу, з більшою ймовірністю повторить насильницькі дії в реальному житті.

## Ефект праймінгу
Ефект праймінгу має місце при активації когнітивних структур споживачів масової інформації. Медіа повідомлення активують уже сформовані поняття, думки або знання, які певним чином пов'язані з утриманням цих матеріалів. Таким чином, зміст медіаматеріалів пов'язується, асоціюється з активованими думками або поняттями і підкріплюється ними. Протягом визначеного проміжку часу після перегляду телепередач існує підвищена ймовірність того, що думки, асоціації та спогади телеглядача будуть «прив'язані» до змісту отриманої інформації. В деяких випадках формуються стійкі зв'язки між змістом медіа повідомлення, або подразником, з однієї сторони, і близькими до нього думками або спогадами, з іншої.

## Розуміння праймінгу
Поступово праймінг почав розумітися як процес активації та актуалізації директиви або установки, що вже існує і яка може привести до викривленої інтерпретації ситуації, що сприймається на даний момент. Це явище не змінює, а посилює установки, що були створені раніше, існують як ґрунт культурної пам'яті.